# Thammanoon Niyomtrong
Thammanoon Niyomtrong  (* 20. September 1990 in Amphoe Mueang Surin, Surin, Thailand) ist ein thailändischer Muay-Thai-Kämpfer und aktueller Boxer im Strohgewicht. Er ist amtierender Weltmeister des Verbandes World Boxing Association (kurz WBA) und aktuell ungeschlagen.

## Profiboxkarriere
Bereits in seinem ersten Kampf sicherte sich Niyomtrong mit einem Sieg durch „technische Entscheidung“ in Runde 6 in einem auf 10 Runden angesetzten Kampf gegen den Philippinen Marzon Cabilla den vakanten WBC-Jugend-Weltmeistertitel, welchen er sieben Mal in Folge erfolgreich verteidigte.
Am 1. Oktober des Jahres 2014 wurde Niyomtrong Interimsweltmeister der WBA, als er dem bis dahin noch ungeschlagenen Nicaraguaner Carlos Buitrago (damalige Kampfbilanz 27-0-1) seine erste Niederlage zufügte. Er verteidigte diesen Gürtel insgesamt dreimal in Folge und trat Ende Juni 2016 gegen Byron Rojas um die Weltmeisterschaft der WBA an. Dieses Gefecht konnte  der 1,55 m große Linksausleger einstimmig nach Punkten für sich entscheidung.